# 기타구치 아키라
기타구치 아키라(일본어: 北口 晃, 1935년 3월 8일 ~ )는 일본의 전 축구 선수이다.

## 국가대표팀 경력
그는 1958년 아시안 게임에 참가할 일본 국가대표팀에 발탁되었으며, 5월 26일 필리핀와의 경기에서 데뷔했다. 그는 1959년까지 국제 A매치 통산 10경기에 출전, 1득점을 넣었다.

## 통계
| 일본 | 일본 | 일본 |
| 연도 | 출전 | 득점 |
| ---- | ---- | ---- |
| 1958 | 3    | 1    |
| 1959 | 7    | 0    |
| 통산 | 10   | 1    |